# Dame Hayakawa
Pour les articles homonymes, voir Hayakawa (homonymie).
 (août 2017).
Si vous disposez d'ouvrages ou d'articles de référence ou si vous connaissez des sites web de qualité traitant du thème abordé ici, merci de compléter l'article en donnant les références utiles à sa vérifiabilité et en les liant à la section « Notes et références ».
 (juillet 2017).
Dame Hayakawa (ou Hayakawa-dono ; 早川 殿) est une femme importante de l'époque Sengoku au Japon. 
Elle est la fille du daimyō Hōjō Ujiyasu, surnommée le lion de Sagami.

## Biographie
Fille ainée de Hōjō Ujiyasu, daimyō de la province de Sagami au Kanto, sa mère est probablement Zuikeii-in, sœur d'Imagawa Yoshimoto. Elle épouse en 1554 , Imagawa Ujizane, son cousin, comme accord de l'alliance Kai-Sagami-Suruga, dont elle a cinq enfants. Toutefois, en 1568, Shingen Takeda viole l'accord et envahit les Imagawa.
En 1571, Ujiyasu meurt, et son dernier souhait, est de renouer son alliance avec les Takeda. Opposée à cela , elle fuit avec son mari et rejoint les Tokugawa . 
En 1590, Toyotomi Hideyoshi envahit les Hojo lors du siège de Odawara. Les frères et la mère de Hayakawa meurent.
Elle décède à son tour en 1613 à Edo. Dame Hayakawa et Ujizane Imagawa sont le seul couple de l'alliance Kai-Sagami-Suruga qui n'a pas divorcé et a continué à vivre le restant de ses jours.

## Famille
- Père : Ujiyasu Hojo, fils de Hojo Ujitsuna.
- Mère : Zuikeii-in (probablement ), sœur d'Imagawa Yoshimoto.

- Frères :
  - Ujimasa Hojo
  - Ujiteru Hojo
  - Ujikuni Hojo
  - Ujinori Hojo
  - Ujitada Hojo
  - Kagetora Uesugi
  - Ujimitsu Hojo

- Sœurs :
  - Dame Hojo (Shizuka ou Keirin-in), épouse Katsuyori Takeda
  - Nanamagari-dono, épouse Ujishige Hojo

- Époux :
  - Ujizane Imagawa, fils de Yoshimoto Imagawa

- Enfants :
  - une fille, femme de Yoshisada Kira
  - Imagawa Norimochi
  - Takahisa Shinegawa
  - un fils
  - une fille.